# Антон Генов
Антон Генов е български футболен съдия и държавен служител.
Роден е на 10 октомври 1966 година в Габрово. Работи като футболен съдия, като през 1999 – 2011 година ръководи международни мачове на ФИФА и УЕФА.
След това е началник на областната дирекция на Българската агенция по безопасност на храните в София. Уволнен е и обвинен в изнудване на конкуренти на свързани със семейството му фирми през юли 2017 година.